# Paraisometridium pehuense
Paraisometridium pehuense is een zeeanemonensoort uit de familie van de Metridiidae. De wetenschappelijke naam van de soort is voor het eerst geldig gepubliceerd in 1978 door Zamponi.